# Pointes du Châtelard
Pointes du Châtelard – szczyt w Alpach Graickich, części Alp Zachodnich. Leży we wschodniej Francji w regionie Owernia-Rodan-Alpy. Należy do masywu Vanoise. Szczyt można zdobyć ze schroniska Refuge de Vallonbrun (2270 m) lub Refuge de la Femma (2352 m). Należy do Parku Narodowego Vanoise.